# Platydoras
Platydoras és un petit gènere de peix gat de l'ordre de Siluriformes, de la família Doradidae.

## Taxonomia
- Platydoras armatulus
- Platydoras brachylecis
- Platydoras costatus